# Patricia E. Bauman
Patricia E. Bauman () é uma matemática estadunidense, que trabalha com equações diferenciais parciais que modelam o comportamento de cristais líquidos e supercondutores. É professora de matemática na Universidade Purdue.

## Formação e carreira
Bauman obteve um Ph.D. na Universidade de Minnesota em 1982, orientada por Eugene Fabes, com a tese Properties of Non-Negative Solutions of Second-Order Elliptic Equations and their Adjoints. Foi pesquisadora de pós-doutorado no Instituto Courant de Ciências Matemáticas e C.L.E. Moore instructor de matemática no Instituto de Tecnologia de Massachusetts antes de ingressar no corpo docente da Universidade Purdue.

## Reconhecimento
Bauman recebeu uma AMS Centennial Fellowship para 1994 a 1995. Em 2012 foi eleita fellow da American Mathematical Society.